# Swarkestone
Swarkestone est une paroisse civile et un village du Derbyshire, en Angleterre.